# Polizeiruf 110: Kollision
Kollision ist ein deutscher Kriminalfilm von Manfred Mosblech aus dem Jahr 1977. Der Fernsehfilm erschien als 45. Folge der Filmreihe Polizeiruf 110.
Im Film wird in weiten Teilen Plattdeutsch gesprochen.

## Handlung
Tierarzt Dr. Rudolf Boelsen ist ein Misanthrop. Er lebt von seiner Frau Ilse getrennt, die ihn vor einem Jahr verlassen hat. Als nun ihre Eltern bei Boelsen erscheinen, um einige Sachen von Ilse zu holen, wirft Boelsen sie kalt hinaus. Alles, was sie je besessen hat, habe er ihr gekauft, sodass ihr nichts zustehe. Auch seine wissenschaftliche Arbeit will er verteidigen. Vor fünf Jahren musste er eine wissenschaftliche Laufbahn aufgeben und hält nun mit der Abhandlung Veterinärmedizin die Ergebnisse seiner einstigen Forschung in der Hand – geschrieben von seinem damaligen Vorgesetzten Professor Siegfried Preckwinkel. Boelsen fährt nach Hiddensee und stellt Preckwinkel zur Rede. Er fordert von ihm bei einer zweiten Auflage des Werkes eine Nennung als Mitautor. Zudem soll Preckwinkel in einem Brief an den Verlag sein Plagiat gestehen. Boelsen will Preckwinkel später noch einmal aufsuchen. Dazu jedoch kommt es nicht, weil Boelsen am nächsten Tag tot am Hiddenseer Ufer liegt. Oberleutnant Peter Fuchs und Leutnant Vera Arndt kommen auf die Insel und übernehmen die Ermittlungen.
Zunächst ist gar nicht klar, wer der Tote überhaupt ist, da Boelsen ohne Anmeldung auf die Insel kam. Es stellt sich schließlich nicht nur die Identität Boelsens heraus, sondern auch, dass seine Frau Ilse auf der Insel lebt und arbeitet. Ilse, die von den Bewohnern nur „Ilsing“ genannt wird, hat sich fern von Boelsen eine eigene Existenz als Postfrau aufgebaut. Sie gesteht Vera Arndt, dass sie froh über den Tod ihres Mannes ist. Er hat sie stets wie geistig minderbemittelt behandelt, sie unterdrückt und seine Arbeit in den Vordergrund gestellt. Die Befragung der früheren Wissenschaftskollegen zeigt, warum Boelsen so verbittert wurde: Er hatte bis vor fünf Jahren geforscht. Seine Untersuchungen über Betagalactosidase jedoch lagen außerhalb seines eigentlichen Forschungsgebietes, hätten aber dennoch wichtige Ergebnisse bringen können. Professor Preckwinkel stellte sich gegen Boelsen, während die Kollegen sich für ihn einsetzten. Auch die Genossen der Kreisleitung waren auf Boelsens Seite, als es zur Fachdiskussion um Boelsens wissenschaftliche Zukunft ging. Der jedoch hatte die Diskussion heimlich mitgeschnitten und wurde daher entlassen. Er begann wieder als Tierarzt auf dem Dorf zu arbeiten und trank.
Bei der Polizei stellt sich der Fischer Klaus Barhöft, genannt „Kläusing“. Er gibt zu, Boelsen erschlagen zu haben. Er hatte in einer Kneipe viel getrunken, hatte Boelsen, der an seinem Tisch saß, von Ilse erzählt und dass sie einen Freund hat. Als Boelsen ihn „Fischkopp“ nannte, sei er wütend geworden und es sei zu einer Prügelei gekommen. Barhöft glaubt, er habe Boelsen umgebracht, auch wenn er sich an die Tat nicht erinnern kann. Es stellt sich heraus, dass Boelsen in der Nacht auch Ilse und ihren Freund Günter Rogge – damals am Institut ein Freund Boelsens – aufsuchte und es dort zur Schlägerei kam. Bei der Prügelei stürzte Boelsen die Steilküste hinab und schlug auf dem Steinstrand auf. Er war sofort tot. Ilse und Günter wollten die Tat vertuschen und zogen Boelsens Leiche ins Wasser. Sie hofften, dass die Strömung sie aufs Meer ziehen würde und Boelsen so unauffindbar werde.

## Produktion
Kollision wurde vom 1. September bis 5. November 1976 unter dem Arbeitstitel Strandgut in Berlin, auf Rügen und Hiddensee gedreht. Die Kostüme des Films schuf Tamara Schramm-Bansen, die Filmbauten stammen von K.P.M. Wulff. Der Film erlebte am 3. April 1977 im 1. Programm des Fernsehens der DDR seine Fernsehpremiere. Die Zuschauerbeteiligung lag bei 60,4 Prozent.
Es war die 45. Folge der Filmreihe Polizeiruf 110. Oberleutnant Peter Fuchs ermittelte in seinem 27. Fall und Leutnant Vera Arndt in ihrem 32. Fall. Die Kritik stellte fest, dass eine „Geschichte wie die um das Schicksal des Wissenschaftlers Boelsen, um die Behinderung seiner Arbeit durch die Parteiführung und durch Menschen, die in ihrer Mehrzahl Mitglieder der SED waren, […] auch zu diesem Zeitpunkt schon in einem ‚normalen‘ Fernsehfilm in der DDR kaum zu gestalten gewesen [wäre]. Das Genre der spannungsbezogenen Unterhaltung eröffnete hier Möglichkeiten, die andere Genres der Fernsehdramatik nicht boten, wenn nur das eigentliche Verbrechen nicht politisch motiviert war.“